# Jökulhlaup

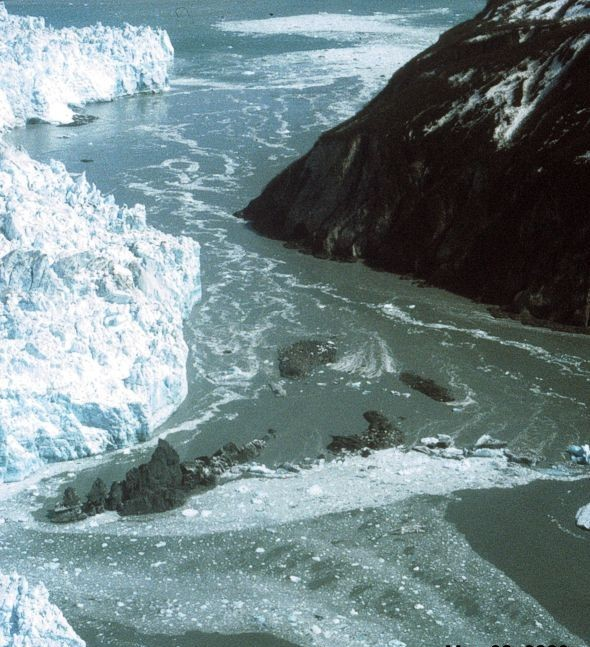
Jökulhlaup na Alasce w 2002 roku

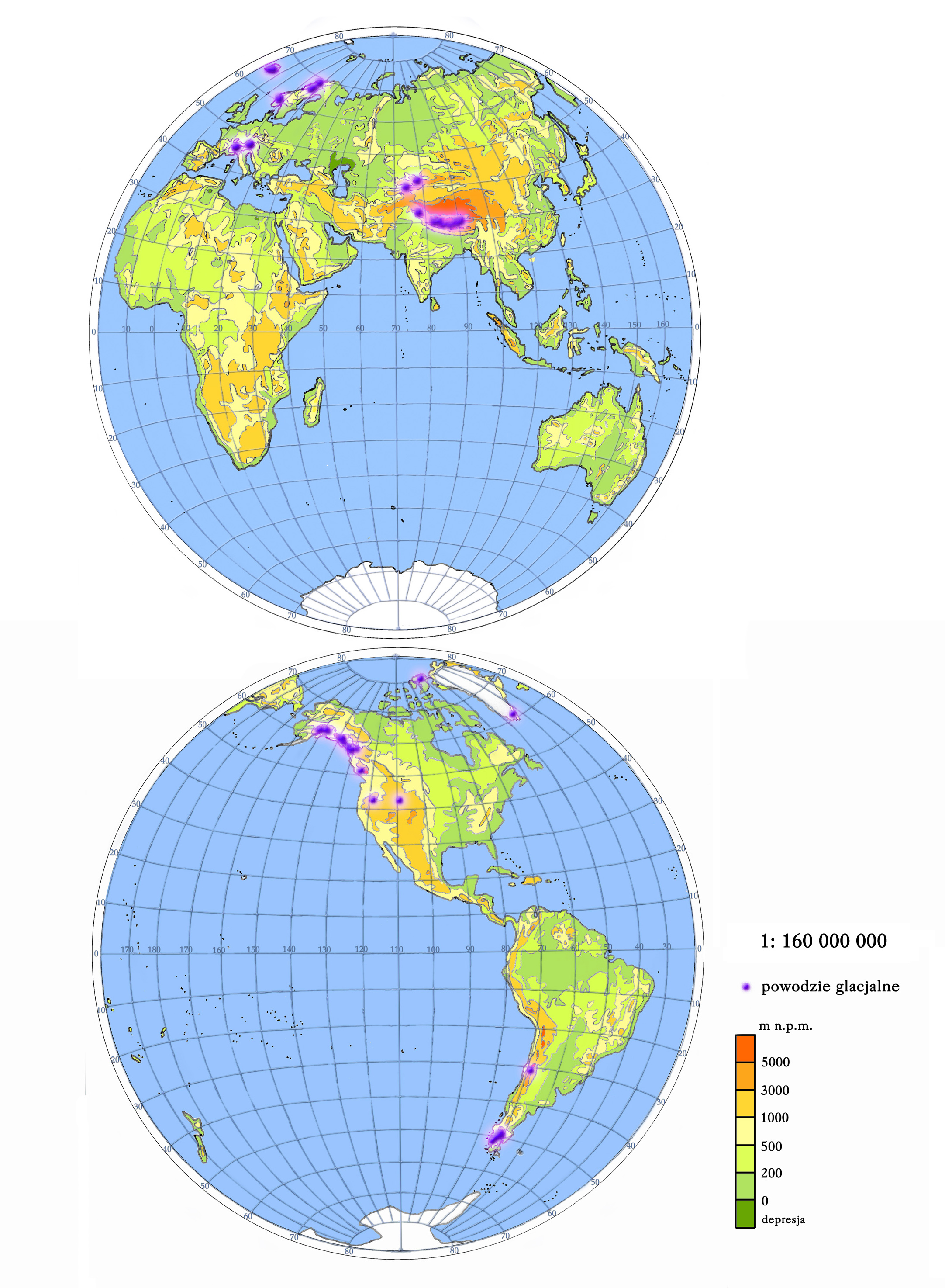
Występowanie jökulhlaupów na świecie w XX w.

Jökulhlaup – termin pochodzący z języka islandzkiego oznaczający powódź glacjalną – jökull („lodowiec”) + hlaup („bieg”). Zasadniczo tym mianem można określić wszystkie wezbrania wykraczające poza obszar koryta i zalewające obszary sąsiednie, których źródłem są wody z ablacji lodowcowej. Jacek Jania używa terminu „epizodyczne powodzie lodowcowe”: „Wielkie powodzie lodowcowe pojawiają się raz na dłuższy czas, a niektóre wykazują cechy cykliczności”. Ten termin jest najbliższy znaczeniem angielskiemu pojęciu glacier outburst flood i jego podtypowi glacial lake outburst flood (w skrócie GLOF). Pierwsze określenie jest synonimem polskiego terminu – katastrofalne powodzie glacjalne. GLOF natomiast jest pojęciem węższym; dotyczy wyłącznie wezbrań związanych z odwodnieniem jezior glacjalnych.
W literaturze światowej powodzie lodowcowe mają również inne nazwy lokalne, takie jak np.: aluviones (w Ameryce Południowej) czy débâcles (w Europie kontynentalnej).

## Mechanizmy powstawania
Przyczyną powstawania jökulhlaupów jest wzmożona dostawa wód roztopowych do koryta. Björnsson wyróżnia trzy rodzaje jökulhlaupów ze względu na źródło dostarczające wód powodziowych:
1. powodziowe wezbrania wód roztopionych przez wybuch wulkanu,
2. powodzie z odwodnienia subglacjalnych jezior położonych w strefie geotermicznej,
3. powodzie z odwodnienia marginalnych jezior zatamowanych przez lodowiec.

O możliwości wystąpienia powodzi glacjalnych decydują również czynniki fizyczno-geograficzne:
- orografia (głównie tereny górzyste),
- warunki klimatyczne (strefowe – klimat subpolarny; astrefowe – związane z wyniesieniem orograficznym)
- warunki hydrologiczne (duże dostawy wód roztopowych i możliwość ich czasowego retencjonowania w jeziorach)

Przyczyny przerywania zapór ograniczających zbiorniki retencyjne zależą głównie od rodzaju zapory. Rodzaje zapór:
- loby lodowcowe,
- zapory ziemne (np.: moreny końcowe lub czołowe)
- zapory skalne

Mechanizmy prowadzące do przerwania barier:
- erozja
- ciśnienie wody i siła naporu na barierę
- lawiny skalne i śnieżne
- cielenie się lodowca lub lądolodu
- trzęsienia ziemi
- zdarzenia kriosejsmiczne

## Rozmieszczenie w czasie i przestrzeni
Powodzie lodowcowe (jökulhlaupy) występowały prawdopodobnie we wszystkich epokach geologicznych (w których istniały lodowce). Widoczne ślady pozostawiły zjawiska wielkiej skali mające miejsce stosunkowo niedawno. Efekty ich działalności możemy obserwować w różnych częściach świata. W Plejstocenie ogromne masy wód roztopowych, nierzadko pozbawione były możliwości bezpośredniego odpływu, kumulowały się w postaci potężnych jezior (o objętościach tysięcy km³). Naturalne bariery z czasem ulegały zniszczeniu, a ogromne masy wody odwadniały jeziora zmieniając krajobraz na swojej drodze. Przykładem wielkich odwodnień tego okresu są wydarzenia związane z jeziorami Missoula i Agassiz. Równie wielkie powodzie miały miejsce w czasie zlodowaceń w Eurazji. Powodziom glacjalnym przypisuje się, m.in. genezę wielkich form, jak np.: odsypów żwirowych w systemie rzek Katuń i Czuja w górach Ałtaj. Niewykluczone również, że korytami stworzonymi przez wielkie powodzie glacjalne płyną dziś Manycz, Ob, Jenisej, a także połączenia między morzami i jeziorami Azji Środkowej. Wynikiem działalności podobnych zjawisk są również cieśnina Bosfor, cieśnina Gibraltarska i Kaletańska. Istnieją również dowody (w postaci masywnych osadów sandrowych) na obecność wielkich powodzi w czasie ablacji lądolodu plejstoceńskiego na terenie Polski i Niemiec.
Współczesne jökulhlaupy mają o wiele mniejsze parametry i tworzą mniejsze formy niż ich poprzedniczki. Regularnie powodzie takie zdarzają się: na Islandii, na Półwyspie Skandynawskim (Szwecja, Norwegia), w Alpach (np. Gornersee w Szwajcarii), w Himalajach (Bhutan, Nepal, Chiny), w Andach (Chile, Argentyna), w Kordylierach (USA, Kanada).

## Wpływ na środowisko geograficzne
Jökulhlaupy niszczą pokrywę roślinną i zmieniają (czasowo) warunki życia fauny i flory mórz przybrzeżnych poprzez dostawę mas wód słodkich. Są one również odpowiedzialne za niszczenie osiedli ludzkich, pól uprawnych i pastwisk, dróg, mostów, urządzeń hydroenergetycznych i sieci infrastruktury technicznej. Mają one również wpływ na topografię terenu: począwszy od zanikania i powstawania jezior, poprzez zmiany położenia koryt i przesuwanie linii brzegowej. Zmiany wysokości nad poziom morza są stosunkowo niewielkie w przypadku pojedynczych powodzi (ok. kilku metrów). Jednakże w przypadku zdarzeń wybitnie katastrofalnych lub cyklicznie się powtarzających zmiany wysokości bezwzględnej mogą przyjmować większe wartości.
Powodzie glacjalne mają ważki wpływ na rzeźbę terenu. Duża dynamika zjawiska decyduje o szybkim powstawaniu i przekształcaniu form terenu. Obiekty powstałe w wyniku powodzi można podzielić zasadniczo na dwie grupy: formy terenu (erozyjne lub akumulacyjne) oraz struktury depozycyjne. Struktury powstające w wyniku jökulhlaupów to:
- porwaki,
- megariplemarki,
- struktury masywne wielkiej skali (np.: górna płaskie dno),
- struktury antywydm.

Natomiast do grupy form należą:
- przełomy i nowe koryta rzek,
- tarasy rzeczne (zwykle erozyjno-akumulacyjne),
- odsypy korytowe (przeważnie odsypy podłużne),
- stożki napływowe,
- zagłębienia wytopiskowe.

Wymienione powyżej formy tworzone są nie tylko w wyniku jökulhlaupów, ale również podczas normalnej działalności wód rzecznych w procesach fluwialnych i fluwioglacjalnych. O specyfice form i osadów jökulhlaupów decydują:
- duża siła nośna wody,
- reologia przepływu – przepływ turbulentny (nadkrytyczny),
- krótki czas trwania powodzi,
- cielenie się lodowca w czasie powodzi.

Powyższe parametry decydują o rozmiarach form i struktur, jak również o wielkości uziarnienia osadów je tworzących. Układ i rodzaj form jest wyraźnie zależny od następujących czynników:
- charakteru rzeźby „przedpowodziowej” – np.: obecności i układu moren końcowych,
- hydrogramu odpływu wezbrania (głównie od czasu między jego początkiem i kulminacją),
- ilości wód roztopowych odpływających jednorazowo.